# گاومیش کوهان‌دار اروپایی
گاومیش کوهان‌دار اروپایی یا بوفالوی اروپایی (نام علمی: Bison bonasus) یکی از دو گونه گاومیش‌های کوهان‌دار است. این جانور در اوایل قرن بیستم با شکار گسترده در حیات وحش منقرض شد و آخرین آن‌ها در سال ۱۹۲۱ در جنگل‌های مرز لهستان و بلاروس امروزی و در ۱۹۲۷ در قفقاز شکار شدند. اما پس از آن جمعیت‌هایی که در اسارت نگهداری می‌شدند در نقاط مختلف اروپا رهاسازی شده و این گونه اکنون دوباره به حیات وحش برگشته‌است و اکنون بزرگ‌ترین جانور ساکن خشکی است که در قاره اروپا باقی مانده است.
این جانور به جز انسان دشمن دیگری ندارد. در قرن نوزدهم گزارش‌های پراکنده‌ای از شکار آن توسط گرگ و خرس منتشر شده‌است.
گاومیش‌های کوهان‌دار اروپایی در حدود ۲/۸ تا ۳ متر طول و ۱/۸ تا ۲ متر ارتفاع دارند و وزن آن در جنس ماده ۳۰۰ تا ۵۴۰ کیلوگرم و در نرها ۴۰۰ تا ۹۲۰ کیلوگرم است.